# Освальдо Ібарра
Освальдо Ібарра (ісп. Oswaldo Ibarra; нар. 8 вересня 1969, Ібарра) — еквадорський футболіст, що грав на позиції воротаря. Виступав, зокрема, за клуб «Депортіво Ель Насьйональ», а також національну збірну Еквадору.

## Клубна кар'єра
Футбольну кар'єру розпочав 1989 року в «Ольмедо», звідки вже наступного року перейшов до «Депортіво Ель Насьйональ». Спочатку лише тренувався з першою командою, а виступав — у молодіжній. Саме «Депортіво Ель Насьйональ» провів більшу частину своєї кар'єри. До 1994 року був резервним голкіпером клубу, а основним воротарем став 1995 року. У 1996 році вдруге в своїй кар'єрі став переможцем Серії A. У 1998 році разом з «Депортіво» дійшов до 1/2 фіналу Кубку Мерконорте. В 2005 році разом з командою став переможцем Клаусури. Загалом у футболці «Насьйоналя» зіграв 464 матчі в еквадорській Серії A. Відіграв за команду з Кіто наступні сімнадцять сезонів своєї ігрової кар'єри. Більшість часу, проведеного у складі «Депортіво Ель Насьйональ», був основним голкіпером команди.
У 2008 році перейшов до «Депортіво Кіто». Того ж року команда виграла національний чемпіонат, вперше за 40 останні років. У 2008 році брав участь у Південноамериканському кубку. Протягом своєї кар'єри виступав під 12-м ігровим номером. У цьому клубі зарекомендував себе як один з найкращих футбольних голкіперів Еквадору.
Жовані Ібарра перейшов до «Імбабури» на початку сезону 2011 року, щоб допомогти команді зберегти місце в Серії А, проте через серії невдалих матчів та управлінські проблеми завдання виконане не було. Того ж року перейшов до клубу «Індепендьєнте дель Вальє».
Завершив професійну ігрову кар'єру у клубі «Клан Ювеніль», за команду якого виступав протягом 2013—2014 років.
Загалом в еквадорській Серії A зіграв понад 600 матчів.

## Виступи за збірну
5 лютого 1997 року у складі національної збірної Еквадору в програному (1:3) товариському поєдинку проти Мексики. Протягом кар'єри у національній команді, яка тривала 8 років, провів у формі головної команди країни 28 матчів.
У складі збірної був учасником розіграшу Кубка Америки 1997 року у Болівії, розіграшу Кубка Америки 1999 року у Парагваї, розіграшу Кубка Америки 2001 року у Колумбії, чемпіонату світу 2002 року в Японії і Південній Кореї, розіграшу Кубка Америки 2004 року у Перу.

## Досягнення
- Серія A (Еквадор)
  -  Чемпіон (6): 1992, 1996, 2005 (Клаусура), 2006 (Клаусура), 2008, 2009